# アヤラ・ランド
アヤラ・ランド株式会社（英語：Ayala Land, Inc. 、略称ALI）は、フィリピンを拠点とする不動産会社。フィリピン最大の財閥であるアヤラ・コーポレーションの傘下企業である。アヤラ・コーポレーションの一部門として発足し、1988年に分社化・法人化された。1991年7月には、フィリピン証券取引所に上場。 中核事業は、土地担保貸付銀行の戦略的経営や宅地開発、ショッピングセンター経営、法人事業、宿泊施設及びリゾート地の経営である。また、建設業やプロパティマネジメント業務も手掛けている。さらに同社は、投資活動や非中核資産の売却などでも収益を得ている。 2015年4月には、マレーシアの不動産デベロッパーであるMCT Bhd.の少数株式を19億ペソで購入した。

## 同社をめぐる議論
同社のグローバルサプライチェーンにおけるケージ卵問題
フィリピンにおいてラッフルズマカティ、セダホテル、エルニドリゾート等の各種施設を運営する同社接客サービス部門のアヤラ・ランド・ホテルズ＆リゾーツは、同社のサプライチェーンにおいてバタリーケージ卵を使用しているとして、批判されてきた。バタリーケージで生産された卵の健康リスクや、これらの養鶏場における過酷な飼育状況により、欧州連合理事会指令1999/74/ECは2012年以降のケージ農場を禁止した。